# Maul : Prisonnier
Maul : Prisonnier (titre original : Maul: Lockdown) est un roman de science-fiction de Joe Schreiber s'inscrivant dans l'univers étendu de Star Wars. Publié aux États-Unis par Del Rey Books en 2014, puis traduit en français et publié par les éditions Pocket en 2015,, il se déroule en l'an 33 av. BY.

## Résumé
Tuer ou être tué : c'est la Loi qui règne sur le Pénitencier de l'espace qui détient les pires criminels de l'Univers. Ici, la survie est un jeu aux profits colossaux, s'abreuvant du sang de ces gladiateurs des temps nouveaux. Un combattant inconnu est apparu dans l'arène. Plus mortel, plus démoniaque, plus déterminé. Il sert de sombres Maîtres. Sa mission : retrouver l'arme ultime, celle qui permettra aux Seigneurs Sith de soumettre la Galaxie à jamais.